# منجنیق الکترومغناطیسی
منجنیق الکترومغناطیسی (انگلیسی: Electromagnetic catapult) که به‌نام سیستم پرتاب هواپیمای الکترومغناطیسی (EMALS) نیز نامیده می‌شود، نوعی سیستم پرتاب هواپیما است. در حال حاضر تنها کشورهای ایالات متحده و چین آن را با موفقیت توسعه داده‌اند و بر روی ناوهای هواپیمابر کلاس جرالد آر فورد و ناو هواپیمابر فوجیان که چینی است نصب شده‌است. این سیستم هواپیماهای مبتنی بر ناو را با استفاده از یک منجنیق که از یک موتور القایی خطی به جای پیستون بخار معمولی استفاده می‌کند، پرتاب می‌کند. مزیت منجنیق الکترومغناطیسی این است که ایمن تر و قابل اطمینان تر است زیرا فرایند شتاب یکنواخت تر است و در مقایسه با منجنیق بخار آسیب کمتری به ساختار هواپیما وارد می‌کند.
مزیت اصلی آن این است که به هواپیماها شتاب بیشتری می‌دهد و فشار کمتری به بدنه هواپیما وارد می‌کند. در مقایسه با منجنیق‌های بخار، (EMALS) همچنین وزن کمتری دارد، انتظار می‌رود هزینه کمتری داشته باشد و به تعمیر و نگهداری کمتری نیاز داشته باشد و می‌تواند هواپیماهای سنگین‌تر و سبک‌تر را نسبت به سیستم‌های پیستونی بخار پرتاب کند. همچنین نیاز حامل به آب شیرین را کاهش می‌دهد، بنابراین تقاضا برای نمک‌زدایی را که روندی انرژی‌بر است کاهش می‌یابد.